# Amir Ghunaxirin
Amir Ghunaxirin (+ 1436) fou un alt funcionari timúrida que fou governador de Kirman del 1417 fins a la seva mort el 1436. El seu origen és desconegut ja que el seu nom es sànscrit però ell mateix era unmusulmà devot. Tot i la seva importància, el fet que va deixar nombrosos fills que van estar actius després de la serva mort, i el llibre de història Jamiq al-tawarikh-i Hassani escrit per un membre del diwan del seu fill i successor, no consta cap indicació del seu parentiu, excepte un germà (esmentat al Mujmal-i fasihi) del que tampoc no s'indica cap origen.
Se l'esmenta per primer cop el 1407/1408 actuant com a missatger entre Xah Rukh i Khalil Sultan. Va formar part del comandament militar timúrida en els següents anys. El 1416 va participar en la campanya de Xah Rukh contra Sultan Uways de Kirman i en quedar pacificada la província fou nomenat governador. La zona enfrontava una situació economica molt difícil, amb una fam horrible, que va requerir la intervenció del sayyid Zain al-Din per redreçar la situació.
Poques coses se saben de les seves activitats com a governador del Kirman, però si que es pot comprovar que la província va perdre gairebé tota la seva independència fiscal. Disposava d'un exèrcit provincial que a la seva mort va passar als seus fills. El 1436, Xahr Rukh va enviar un destacament dirigit per Khoja Malik Simnani, Jalal al-Din Xaqmaq Xami i Amir Ghunaxirin per donar suport a un protegit com a rei d'Hormuz.
A la seva mort el 1436 el van succeir en el càrrec els seus fills, principalment Hajji Muhammad (mort en combat el 1450) que després va deixar el càrrec per ser el principal conseller de Sultan Muhammad, revoltat el 1446. Hajji Muhammad ibn Ghunashirin embla que no fouy molt competent com a governador i que se li va designar a Pir Ahmad Khwafi con adjunt però tot i així es va dedicar habitualment a les exaccions sobre la població i altres oficials del govern no van tenir prou força per aturar-lo.